# Polisportiva S.S. Lazio Rugby 1927 2010-2011

## Eccellenza 2010-11

### Stagione regolare
| Incontro              | Andata | Ritorno |
| --------------------- | ------ | ------- |
| Lazio — Petrarca      | 13-25  | 18-24   |
| I Cavalieri — Lazio   | 22-9   | 21-16   |
| Lazio — Rugby Roma    | 13-6   | 3-25    |
| GranDucato — Lazio    | 28-20  | 22-32   |
| Lazio — Veneziamestre | 28-22  | 24-12   |
| Crociati — Lazio      | 28-12  | 21-21   |
| Lazio — L’Aquila      | 16-10  | 24-31   |
| Lazio — Rovigo        | 10-23  | 22-35   |
| Mogliano — Lazio      | 11-12  | 12-12   |

#### Risultati della stagione regolare
| Posizione | G  | V | N | P  | PF  | PS  | DP  | B | Pt |
| --------- | -- | - | - | -- | --- | --- | --- | - | -- |
| 8ª        | 18 | 6 | 2 | 10 | 305 | 378 | -73 | 4 | 32 |

## Trofeo Eccellenza 2010-11

### Prima fase

#### Girone B
| Incontro           | Andata | Ritorno |
| ------------------ | ------ | ------- |
| L’Aquila — Lazio   | 28-28  | 16-34   |
| Lazio — Rugby Roma | 10-21  | 13-26   |

#### Risultati del girone B
| Posizione | G | V | N | P | PF | PS | DP | B | Pt |
| --------- | - | - | - | - | -- | -- | -- | - | -- |
| 2ª        | 4 | 1 | 1 | 2 | 85 | 91 | -6 | 1 | 7  |